# クリスティン・ノードハーゲン
クリスティン・ノードハーゲン＝ビアリング（Christine Nordhagen-Vierling、1971年6月26日 - ）は、カナダの女子レスリング選手。レスリング世界選手権6度優勝。2004年アテネオリンピックにも出場したが、5位に終わりこれを最後に引退。女子選手として初めて国際レスリング殿堂に表彰された。

## 実績
- オリンピック
  - 2004年アテネオリンピック　5位
- 世界選手権
  - 優勝　1994、1996、1997、1998、2000、2001年
  - 2位　1993年
  - 3位　1999年